# كسر حلزوني

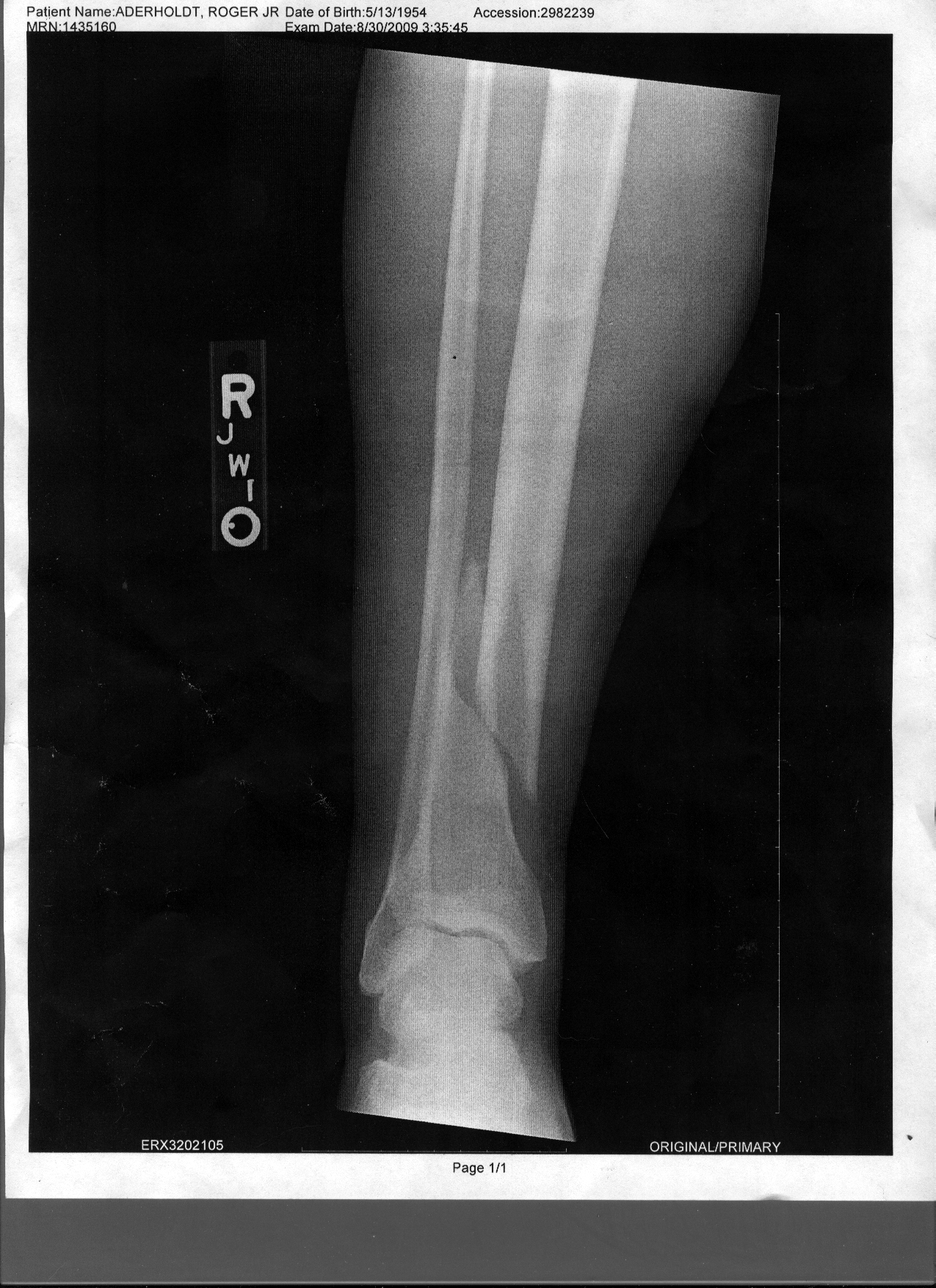

الكسر الحلزوني (الكسر الالتوائي) هو كسر بالعظم يحدث عندما يقوم عزم الدوران (قوة دورانية) باحداث قوة على طول المحور الافقي للعظم 
غالبا يحدث الكسر الدوراني عندما يقوم الجسم بالحركة بينما يكون هناك طرف مثبت بسطح صلب وعلى سبيل المثال كسر عظمة القصبة عندما يقوم الأطفال بالوقوع على رجل ممدودة عند القفز، هذه الواقعة تسمى (كسر الأطفال الصغار).
يمكن ملاحظة الكسر الحلزوني على انها شيء غير مألوف لدى الأطفال صغيري السن بسبب ان حدوث مثل هذا الكسر يتطلب عزم دوران قوي للطرف.
الإيذاء الجسدي للاطفال وهشاشة العظام يمكن ان تكون تشخيصا تفريقيا عندما يتم التعرف على الكسر الحلزوني 